# Swithfrith

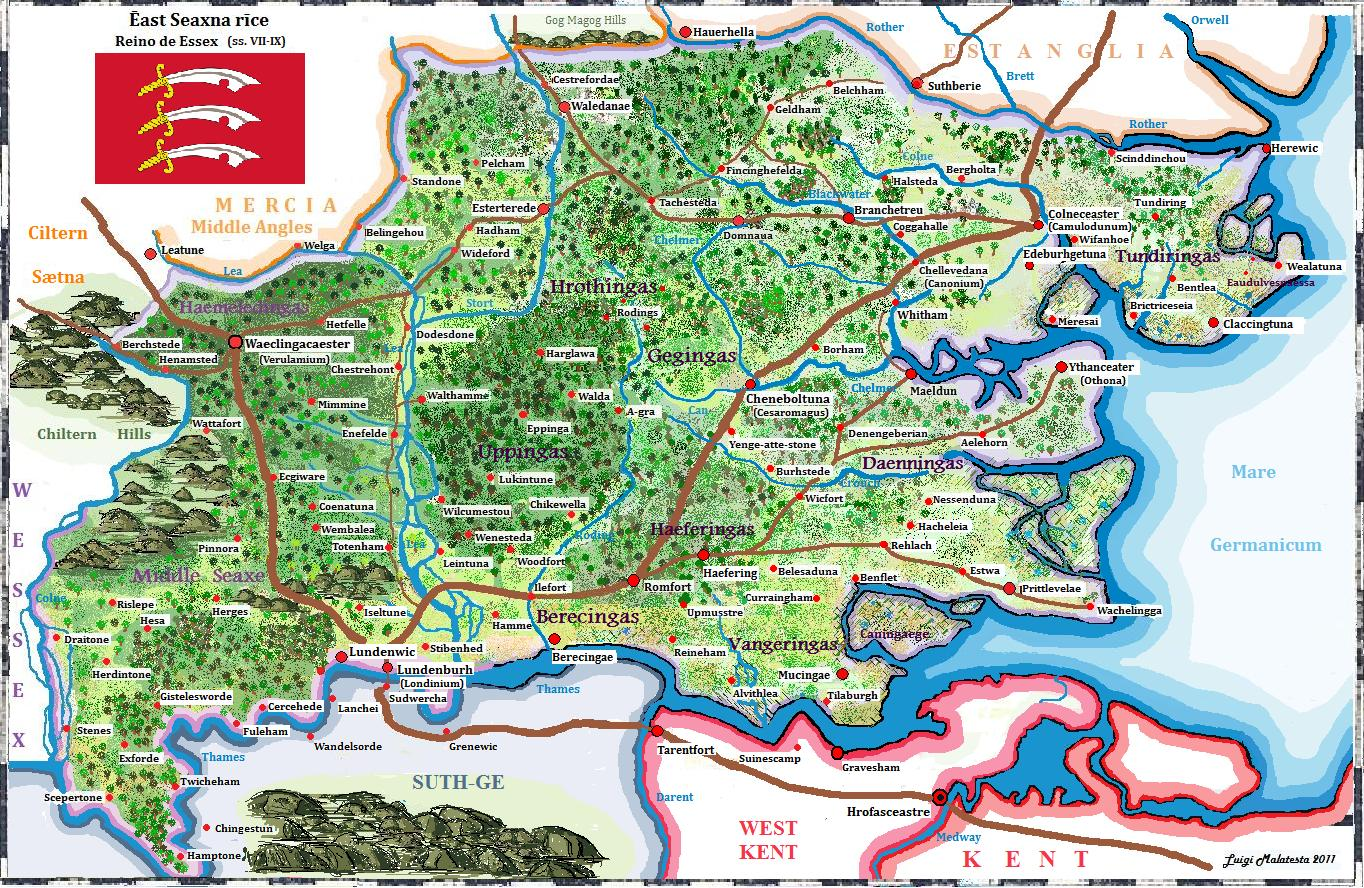
Essex in frühangelsächsischer Zeit

Swithfrith (auch Swidfrith, Suidfrid) war in den 660er Jahren neben seinem Bruder Swithhelm Mitkönig des angelsächsischen Königreiches Essex.

## Leben
Nachdem sein Bruder König Sigeberht II., dem eine zu christenfreundliche Politik vorgeworfen wurde, von Verwandten ermordet worden war, bestieg sein Bruder Swithhelm den Thron von Essex. Swithfrith war zeitweise Mitregent.
Swithfrith ist nur durch eine einzelne Charta bekannt, nach der Suidfridus rex Ländereien bei Berecingas (Barking) und Beddanhaam (vermutlich in der Nähe von Barking Abbey) an den Klöstergründer und späteren Bischof Erkenwald im Jahre 666 als Erstausstattung des Klosters übertrug.